# Apuiarés
Apuiarés è un comune del Brasile nello Stato del Ceará, parte della mesoregione del Norte Cearense e della microregione di Médio Curu.